# Naval Ordnance Research Calculator

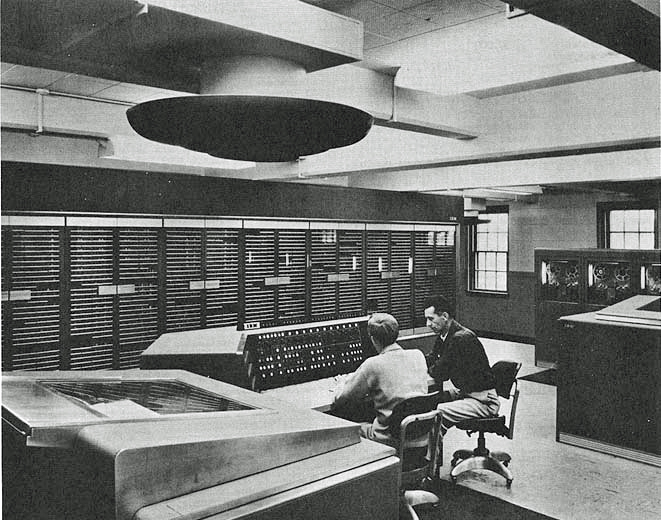
Der Supercomputer IBM NORC.

Der Naval Ordnance Research Calculator (NORC) ist ein 1954 von IBM fertiggestellter Supercomputer für militärische Zwecke, der im Auftrag der United States Navy entwickelt und auch beim Nachrichtendienst National Security Agency (NSA) eingesetzt wurde.
Technischer Leiter der Entwicklung (1950 bis 1954) war Byron Havens.
Da mit dem Rechner auch viele astronomische Berechnungen durchgeführt wurden, erhielt ein am 1. September 1953 entdeckter Asteroid die Bezeichnung (1625) The NORC.